# Powiat des Tatras
Le powiat des Tatras (en polonais, powiat tatrzański) est une division administrative du sud de la Petite-Pologne. En 2020, il compte 68 049 habitants pour 471,62 km2 soit 144 habitants au km². Son chef-lieu est la ville de Zakopane.

## Division administrative
Le powiat (district) est divisé en 5 gminas (communes) dont 1 ville :
| Gmina (commune)     | Type   | Superficie (km²) | Population (2006) |
| Zakopane            | urbain | 84,0             | 27 486            |
| Bukowina Tatrzańska | rural  | 131,8            | 12 386            |
| Poronin             | rural  | 83,6             | 10 706            |
| Kościelisko         | rural  | 136,4            | 8 035             |
| Biały Dunajec       | rural  | 35,5             | 6 780             |